# 杨梅坑红层保护区
杨梅坑红层保护区，位于中国广东省韶关市南雄市油山镇坪岭，现为南雄市文物保护单位，类型为其他，公布时间为1992年12月7日。
杨梅坑红层保护区的历史年代为晚白垩纪。